# Эллиот, Даниэль Жиро
Даниэль Жиро Эллиот (англ. Daniel Giraud Elliot, 1835—1915) — американский зоолог, орнитолог, художник, музейный работник, один из основателей Американского музея естественной истории в Нью-Йорке, Зоологического общества Франции и соучредитель Американского орнитологического союза.

## Краткая биография
Родился в семье Джорджа и Ребекки Эллиот. Научную карьеру начал в Нью-Йорке, где изучал естественные науки в Колумбийском университете. Впоследствии стал заведующим зоологического отдела в Музее естественной истории им. Филда в Чикаго и профессором зоологии в университете[каком?] того же города.
В 1896 году совершил научную экспедицию в Центральную Африку по поручению Музея естественной истории им. Филда. Также путешествовал по Аравии, Малой Азии и в Южной и Северной Америке.

## Публикации
Многочисленные научные труды посвящены преимущественно систематики млекопитающих и птиц, причём он монографически обработал целый ряд семейств. Из числа более крупных трудов можно выделить следующие:
- Monograph of the Pittidæ (Нью-Йорк, 1863)
- A Monograph of the Tetraonidæ etc. (Нью-Йорк, 1865)
- The New and heretofore Unfigured Species of the Birds of North America
- A Monograph of the Phasianidæ etc.
- A Classification and Synopsis of the Trochilidæ
- Monograph of the Bucerotidæ etc.
- A Monograph of the Felidæ
- Wolf’s Wild Animals
- North American Shore Birds (Нью-Йорк, 1895)
- Gallinaceous Game Birds of North America (1897)
- Synopsis of Mammals of North America and adjacent Seas (Чикаго, 1901)
- A Monograph of the Phasianidae (Family of the Pheasants) (1870—72)
- A Monograph of the Paradiseidae or Birds of Paradise (1873)
- A Monograph of the Felidae or Family of Cats (1878)
- Review of the Primates (1913)

## Названы в честь Даниэля Эллиота
В честь Даниэля Эллиота учреждена медаль, присуждаемая Национальной академией наук США, а также названы несколько видов:
- Сосна Эллиота (Pinus elliottii)
- Хамелеон Эллиота[нем.] (Chamaeleo ellioti)
- Пёстрый фазан Эллиота (Syrmaticus ellioti)
- Цихлозома Эллиота[исп.] (Cichlasoma ellioti)

## Иллюстрации из книги Эллиота «A Monograph of the Phasianid»

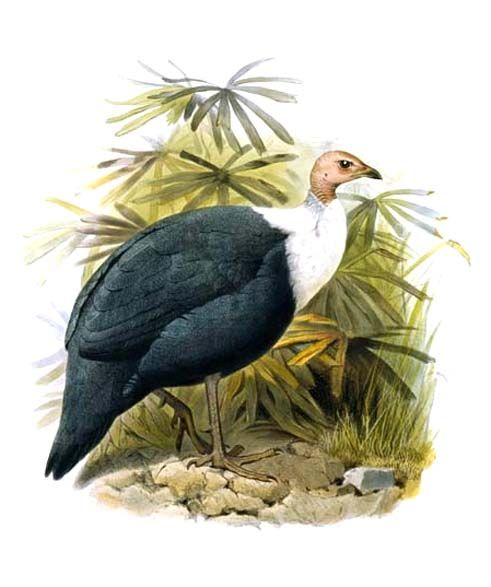
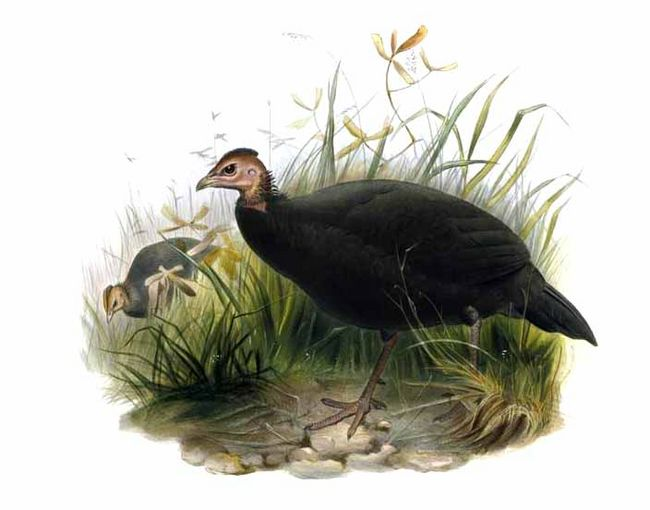
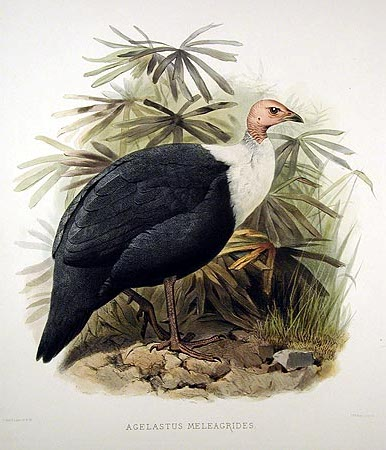
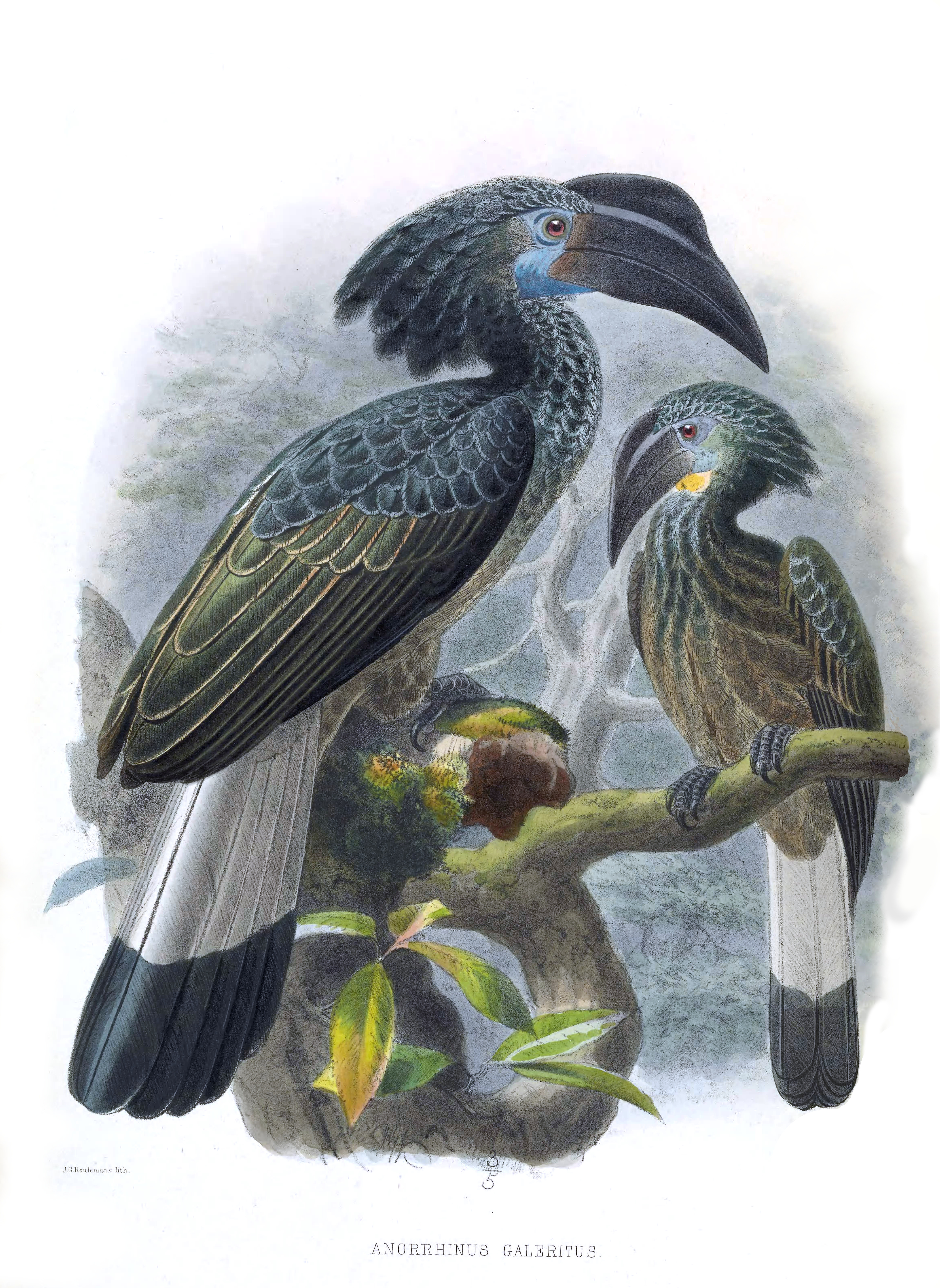
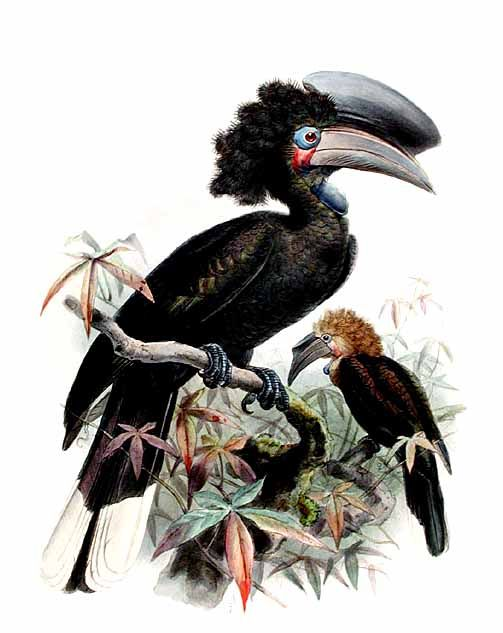
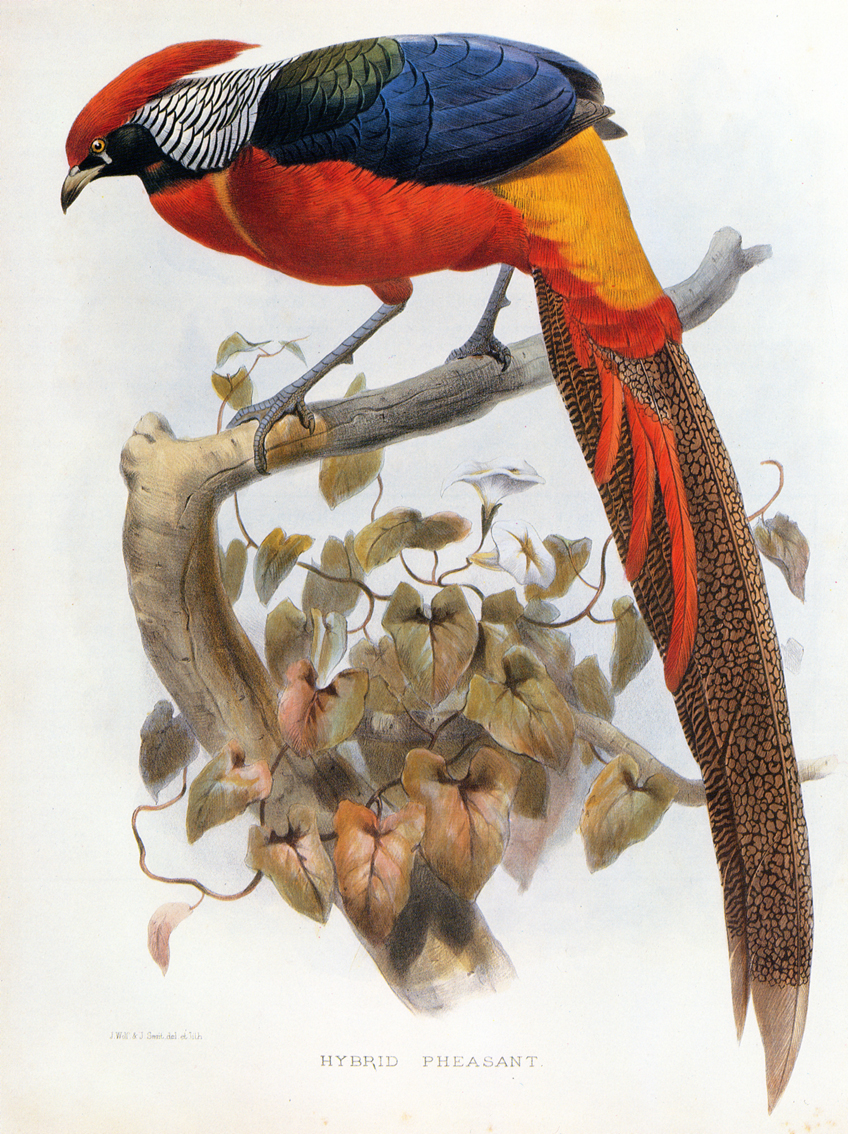
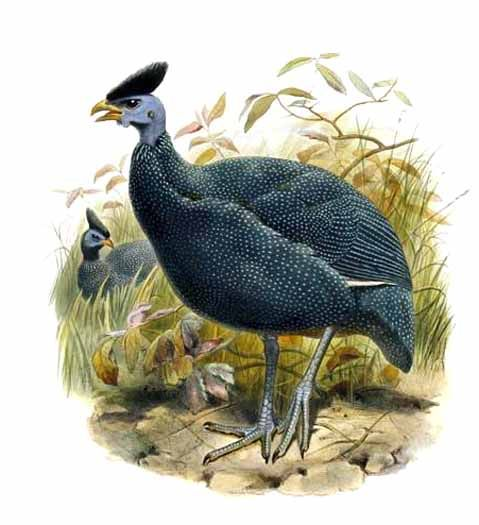
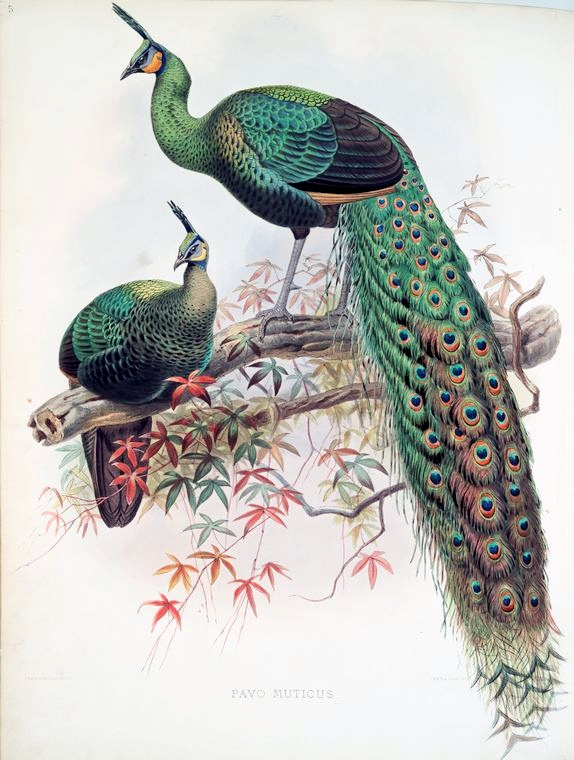
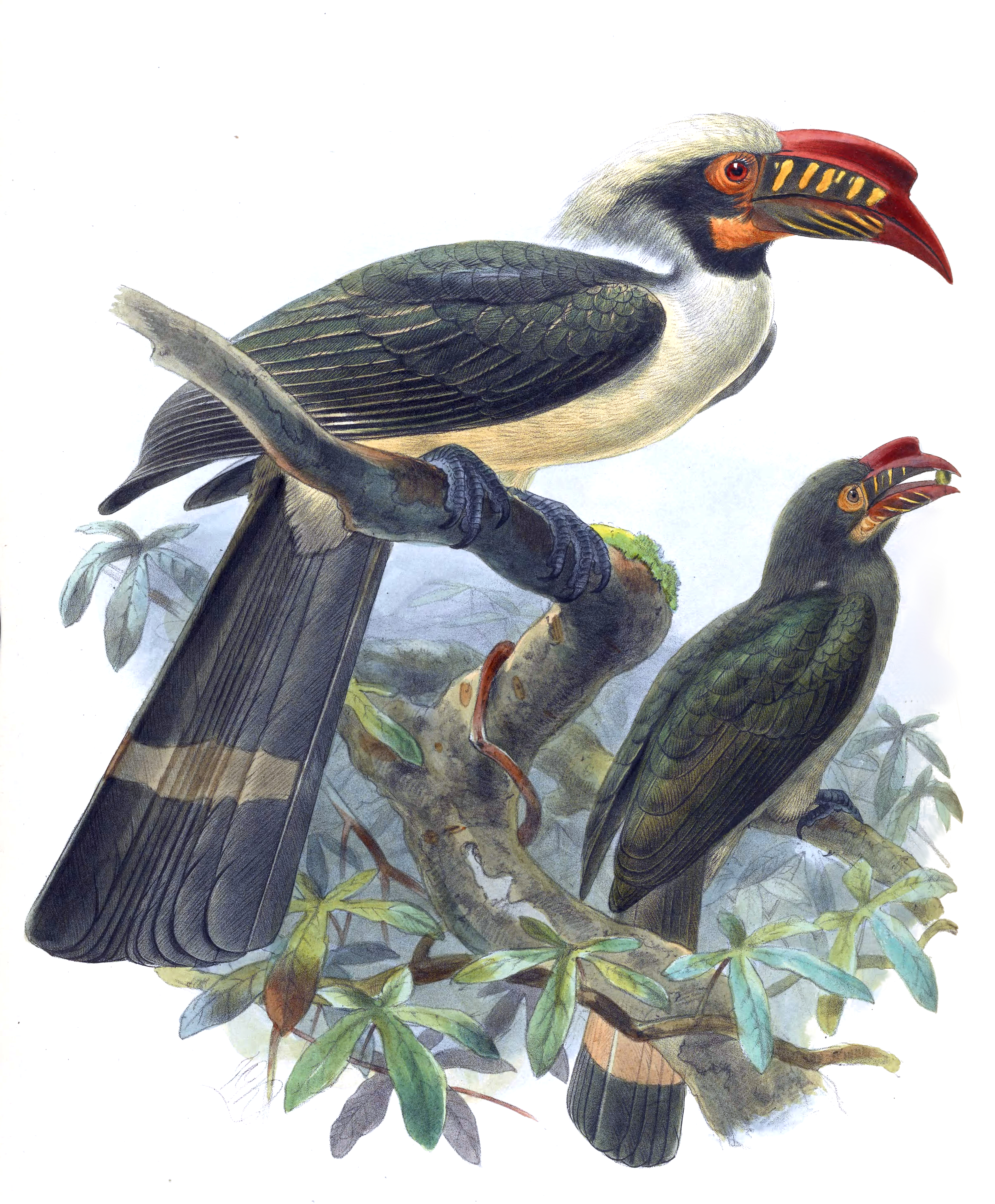
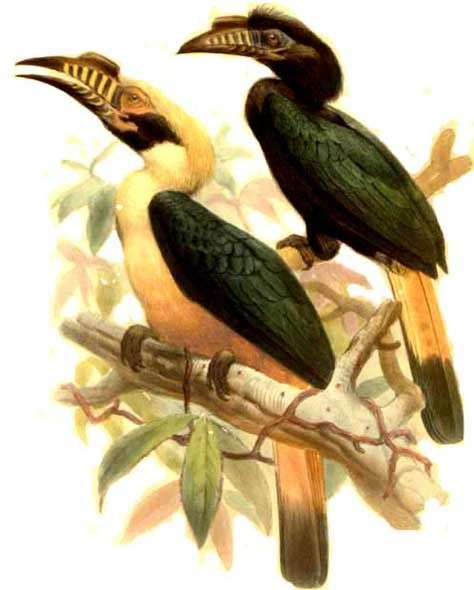
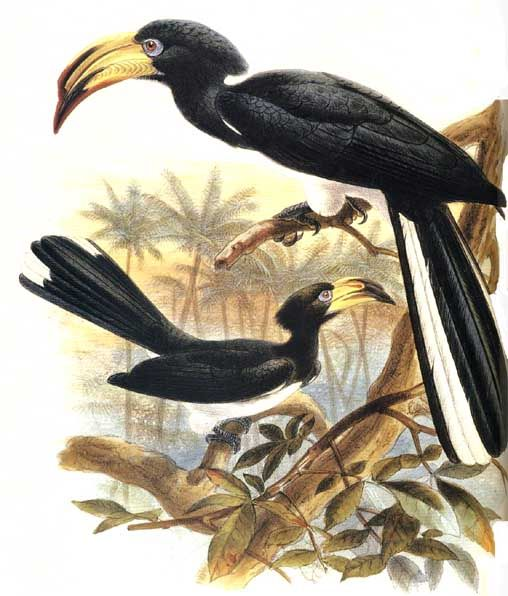
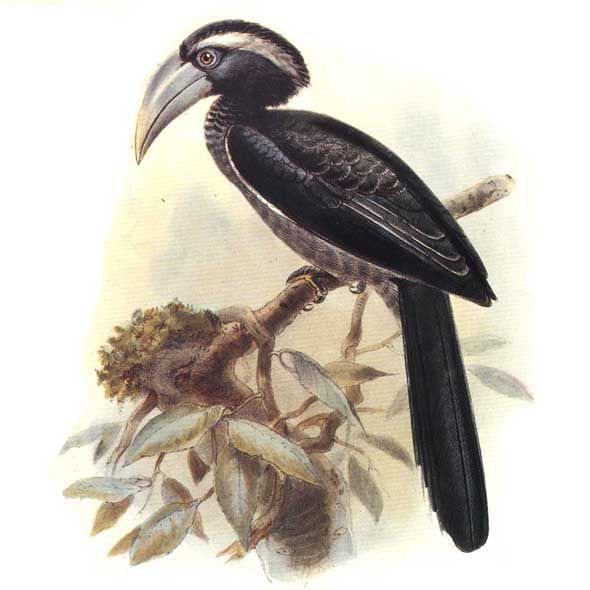
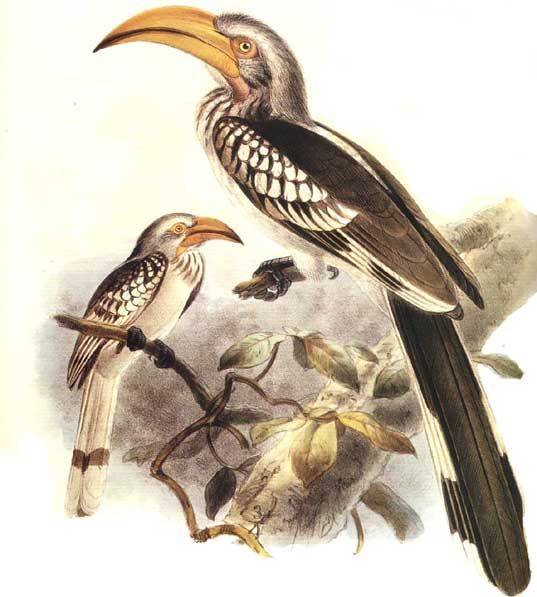
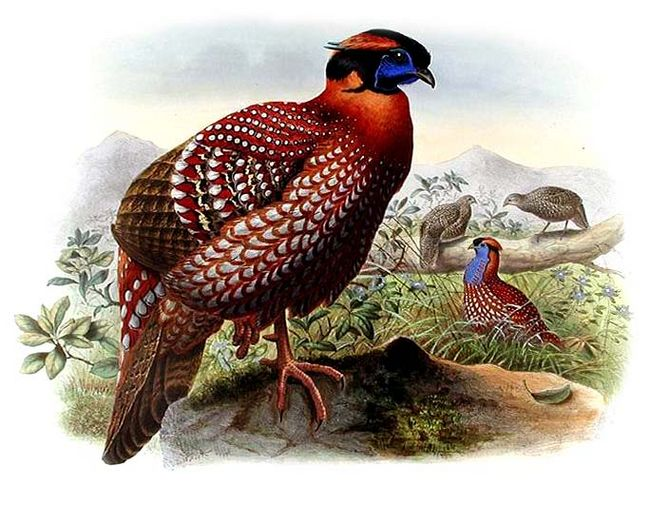
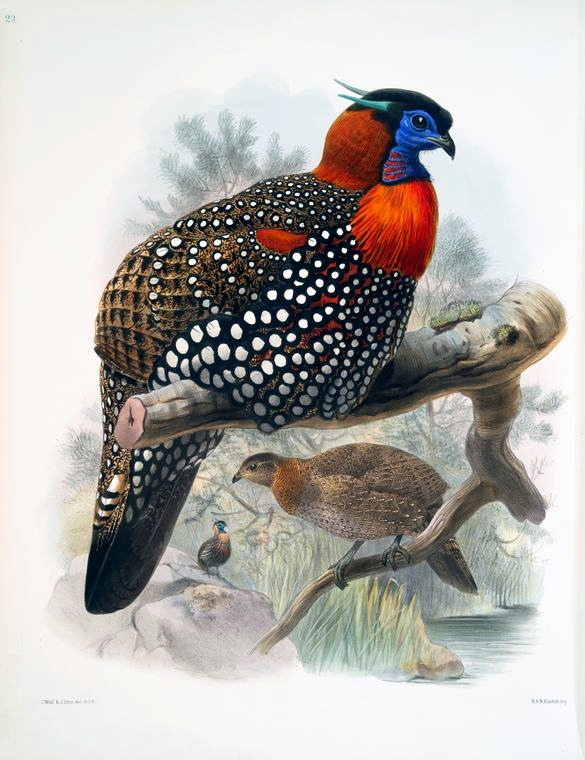